# أولي هيلستروم
أولي هيلستروم (بالسويدية: Olle Hellström)‏ هو لاعب كرة قدم سويدي، ولد في 1936 في ساندفيكن في السويد. شارك مع منتخب السويد تحت 23 سنة لكرة القدم ومنتخب السويد لكرة القدم. أما مع النوادي، فقد لعب مع نادي يورغوردينس.